# 村山功
村山 功（むらやま いさお、1975年 - ）は、日本の脚本家。千葉県出身。主に東映アニメーション作品の脚本を手がける。

## 概要
日本大学芸術学部卒業後、映像制作会社に入り、ディレクターとして活動を開始。
2006年に東映アニメーションに入社、『出ましたっ!パワパフガールズZ』第5話「展望タワー・クラッシュ!」で脚本家デビュー。2008年に退社して、現在はフリー。

## 作品リスト

### テレビアニメ
- 出ましたっ!パワパフガールズZ（脚本）
- ONE PIECE（脚本）
- ふたりはプリキュア Splash Star（脚本）
- Yes!プリキュア5（脚本）
  - Yes!プリキュア5GoGo!（脚本）
- ねぎぼうずのあさたろう（脚本）
- ロボディーズ -RoboDz- 風雲篇（脚本）
- ラブ★コン（脚本）
- 空中ブランコ（脚本）
- 怪談レストラン（脚本）
- うちの3姉妹（脚本）
- トリコ（シリーズ構成・脚本）
- マリー&ガリーVer.2.0
- デジモンクロスウォーズ 〜時を駆ける少年ハンターたち〜（脚本）
- GON -ゴン-（脚本〈全話〉）
- 聖闘士星矢Ω（脚本）
- マジンボーン（シリーズ構成・脚本）
- 魔法つかいプリキュア!（シリーズ構成・脚本、全50話中20本執筆）
- キラキラ☆プリキュアアラモード（脚本）
- HUGっと!プリキュア（脚本）
- スター☆トゥインクルプリキュア（シリーズ構成・脚本、全49話中26本執筆）
- のりものまん モービルランドのカークン（脚本）
- 爆丸ジオガンライジング（シリーズ構成・脚本）
- トロピカル〜ジュ!プリキュア（脚本）
- ワッチャプリマジ!（脚本）
- ドラえもん（テレビ朝日版第2期）（脚本）
- ひろがるスカイ!プリキュア（脚本）
- 爆丸バトルクラン（シリーズ構成・脚本）
- キボウノチカラ〜オトナプリキュア'23〜（脚本）
- 魔法つかいプリキュア!!〜MIRAI DAYS〜（シリーズ構成）

### アニメ映画
- 映画 プリキュアオールスターズDX みんなともだちっ☆奇跡の全員大集合!
- 映画 プリキュアオールスターズDX2 希望の光☆レインボージュエルを守れ!
- 映画 プリキュアオールスターズDX3 未来にとどけ! 世界をつなぐ☆虹色の花
- トリコ 3D 開幕!グルメアドベンチャー!!
- 劇場版 トリコ 美食神の超食宝
- 映画 プリキュアオールスターズ みんなで歌う♪奇跡の魔法!
- 映画 キラキラ☆プリキュアアラモード パリッと!想い出のミルフィーユ!
- 映画 プリキュアミラクルユニバース
- 人体のサバイバル!
- 映画 プリキュアミラクルリープ みんなとの不思議な1日
- 深海のサバイバル!

### OVA
- 金田一少年の事件簿 「黒魔術殺人事件」（シナリオ） - 20周年コミックス3・4巻DVD付き限定版

### 舞台
- スター☆トゥインクルプリキュア 感謝祭

## ノベライズ
- 小説『プリキュアオールスターズDX3 未来にとどけ!世界をつなぐ☆虹色の花』（2011年3月18日発売、角川書店・角川つばさ文庫） ISBN 978-4-04-631156-6
- 小説『トリコ フグ鯨をつかまえろ!』（2011年10月5日発売、集英社・みらい文庫） ISBN 978-4-08-321047-1
- 小説『魔法つかいプリキュア! いま、時間旅行って言いました!?』（2017年10月11日発売、講談社・KK文庫） ISBN 978-4-06-199653-3